# Tagetes
Tagetes L. è un genere di piante della famiglia delle Asteracee, originarie degli Stati Uniti d'America sud-occidentali, del Messico e del Sud America. Fu descritta come genere da Linneo nel 1753.

## Descrizione
Sono piante erbacee che hanno mediamente un'altezza che varia dai 25 agli 80 cm, ma ci sono specie che possono raggiungere anche i 3 metri; il fusto è cespuglioso e ramificato, le foglie sono pennate, lucide e di colore verde scuro; i fiori sono dei capolini semplici o doppi, di colore giallo, arancio o rosso.

## Tassonomia
Il genere Tagetes fa parte della sottotribù Pectidinae, raggruppamento che la classificazione tradizionale colloca all'interno della tribù Heliantheae e che recenti studi filogenetici attribuiscono alle Tageteae.
Il genere comprende le seguenti specie:
- Tagetes apetala Posada-Ar.
- Tagetes arenicola Panero & Villaseñor
- Tagetes argentina Cabrera
- Tagetes biflora Cabrera
- Tagetes campanulata Griseb.
- Tagetes congesta Hook. & Arn.
- Tagetes coronopifolia Willd.
- Tagetes daucoides Schrad.
- Tagetes elliptica Sm.
- Tagetes elongata Willd.
- Tagetes epapposa B.L.Turner
- Tagetes erecta L.
- Tagetes filifolia Lag.
- Tagetes foeniculacea Desf.
- Tagetes foetidissima Hort. ex DC.
- Tagetes hartwegii Greenm.
- Tagetes iltisiana H.Rob.
- Tagetes inclusa
- Tagetes lacera Brandegee
- Tagetes laxa Cabrera
- Tagetes lemmonii A.Gray
- Tagetes linifolia Seaton
- Tagetes lucida Cav.
- Tagetes lunulata Ortega
- Tagetes mandonii Sch.Bip. ex Klatt
- Tagetes mendocina Phil.
- Tagetes micrantha Cav.
- Tagetes microglossa Benth.
- Tagetes minima L.
- Tagetes minuta L.
- Tagetes moorei H.Rob.
- Tagetes mulleri S.F.Blake
- Tagetes multiflora Kunth
- Tagetes nelsonii Greenm.
- Tagetes oaxacana B.L.Turner
- Tagetes osteni Hicken
- Tagetes palmeri A.Gray
- Tagetes parryi A.Gray
- Tagetes perezi Cabrera
- Tagetes praetermissa (Strother) H.Rob.
- Tagetes pringlei S.Watson
- Tagetes pusilla Kunth
- Tagetes riojana M.Ferraro
- Tagetes rupestris Cabrera
- Tagetes stenophylla B.L.Rob.
- Tagetes subulata Cerv.
- Tagetes subvillosa Lag.
- Tagetes tenuifolia Cav.
- Tagetes terniflora Kunth
- Tagetes triradiata Greenm.
- Tagetes verticillata Lag. & Rodr.
- Tagetes zypaquinensis Bonpl.

### Alcune specie

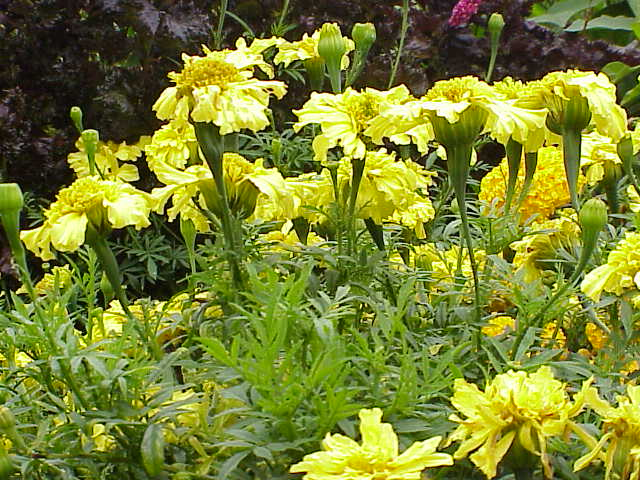
Tagetes erecta
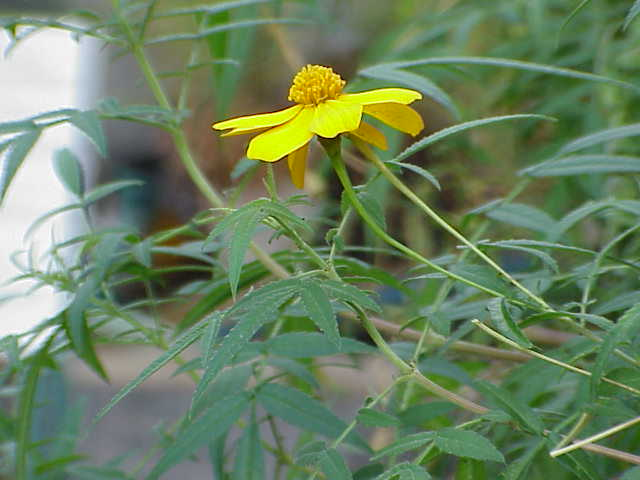
Tagetes lemmonii
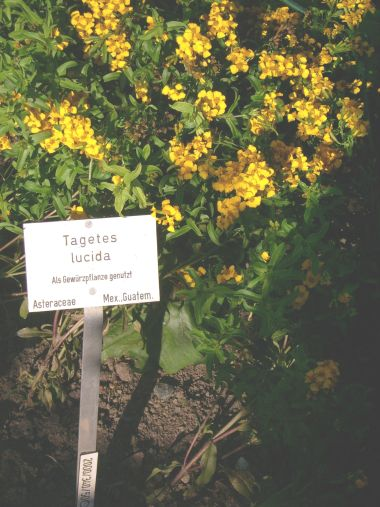
Tagetes lucida
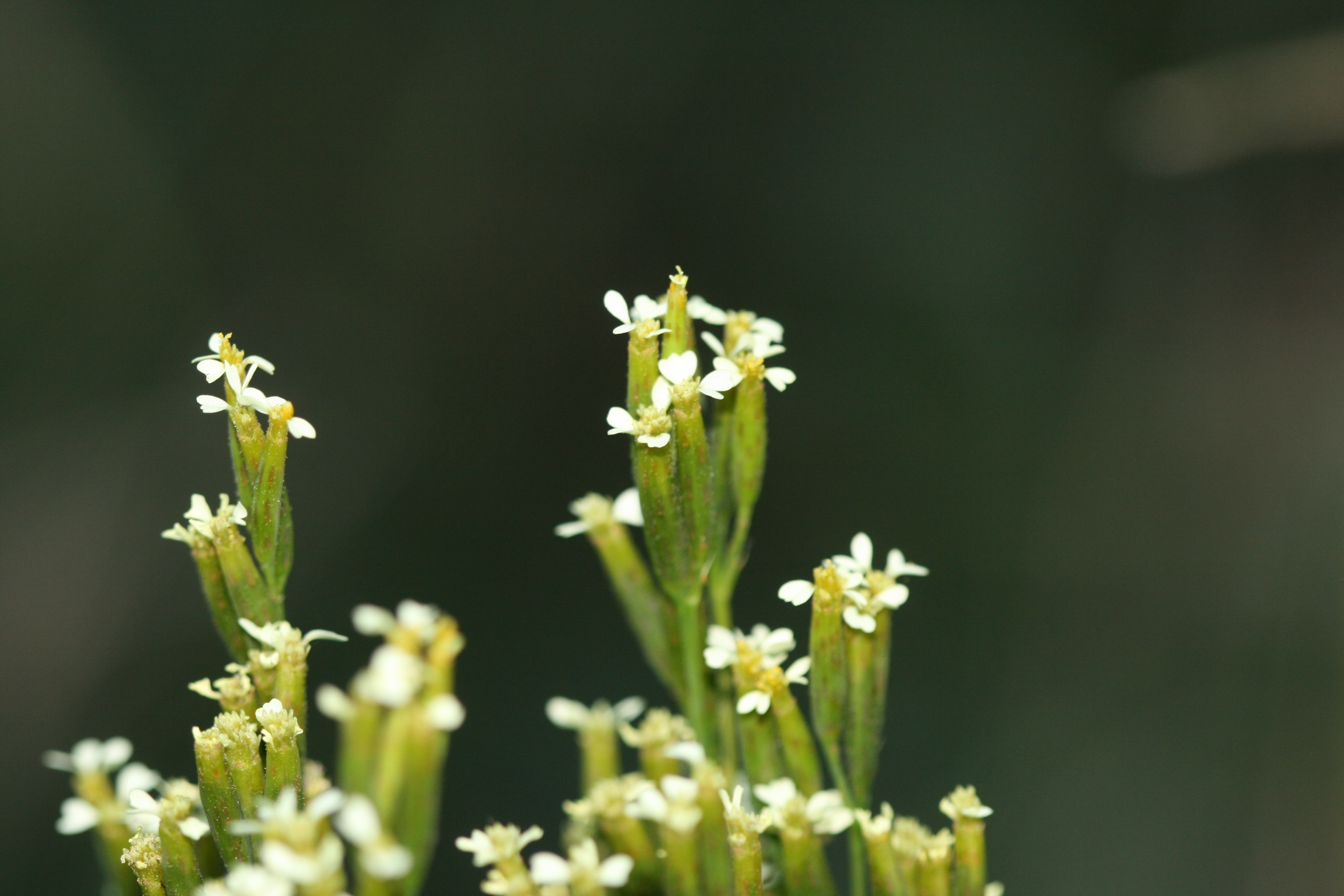
Tagetes minuta
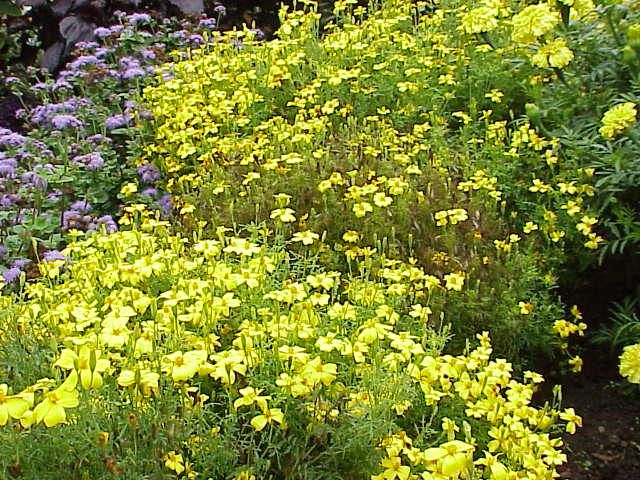
Tagetes tenuifolia

## Usi
Un uso rituale dei fiori di Tagetes è presente in diverse culture. Nel Messico pre-ispanico i fiori di Tagetes erecta erano considerati i fiori dei morti e al giorno d'oggi sono tuttora ampiamente utilizzati nel giorno della Commemorazione dei defunti. In Nepal, India e Thailandia grandi quantità di fiori sono utilizzate per la creazione di ghirlande e decorazioni in occasione di matrimoni, feste e altri eventi religiosi. A tal fine esistono estese coltivazioni in Andhra Pradesh, Tamil Nadu, West Bengal, Karnataka, etc.
Le foglie, i fusti e i fiori di diverse specie di Tagetes hanno una lunga storia di utilizzo per la preparazione di bevande, decotti, e condimenti, spesso di uso rituale. Tagetes erecta è usata per la preparazione di bevande in Sud Carolina e in parte degli Stati Uniti meridionali.. Con i fiori di Tagetes lucida si prepara una popolare bevanda in Messico e Guatemala, che è utilizzata anche in ambito rituale. In Sud America Tagetes minuta è usata come condimento, e come rimedio fitoterapico.